# Leechen
Der Begriff leechen (vom englischen leech, Blutegel, -sauger, übertragen: Schmarotzer) wird sehr oft in Bezug auf bestimmte Tauschbörsen-Benutzer (FTP-Server, Tauschbörsen) im Internet verwendet. Leecher sind in diesem Kontext Benutzer, die nur Daten herunterladen möchten und nicht bereit sind, eigene als Gegenleistung hochzuladen oder anderen Benutzern eigene Dateien zum Download zur Verfügung zu stellen (seeden – vom englischen seed, to seed: Saat, säen).
Das Leechen stellt dabei auch eine Gefahr für die Benutzbarkeit von Tauschbörsen dar. Sind nur wenige Nutzer bereit, ihre Daten und ihre Upload-Kapazitäten für andere Benutzer zur Verfügung zu stellen, so kann eine Tauschbörse nach derzeitiger Konstruktion nicht sinnvoll funktionieren.
Als Sauger wurden im deutschsprachigen Raum Nutzer von Mailboxen (BBS) bezeichnet, die selbst kaum Programme hochluden, sondern hauptsächlich die wenigen Telefonleitungen über die Maßen zum Herunterladen belegten. Die betraf vor allem die Verbreitung von Public Domain Software in den späten 1980er und frühen 1990er Jahren. Ein weiterer Ressourcenkonflikt betraf die zunehmende Nutzung der Bretter, in denen hauptsächlich Kommunikation in Textform stattfand, und persönliche Nachrichten (später E-Mail). Zum Austausch dieser Textnachrichten bedurfte es ebenfalls des Zugangs zu den knappen Telefonanschlüssen der Mailboxen. Beiden Konflikten wurde durch Sauger-Accounts oder festen Upload/Download-Ratios begegnet und war Bestandteil des Funktionsumfangs der Mailboxsoftware etwa bei EuroMail.

## Rechtliches
Viele Internetnutzer bieten aus Furcht vor rechtlichen Konsequenzen anderen Internetnutzern keinerlei Dateien zum Download an. Jedoch ist in Deutschland seit dem sogenannten zweiten Korb der Urheberrechtsnovelle 2007 auch das Herunterladen einer Datei unzulässig, bei der offensichtlich ist, dass es sich um eine rechtswidrige, öffentlich zugänglich gemachte Vorlage handelt (§ 53 Abs. 1 Satz 1 UrhG). In Österreich ist die Rechtslage unklar.
Die aktuelle deutsche Rechtsprechung geht davon aus, dass nur der Inhaber der Vertriebsrechte ein Werk ungestraft veröffentlichen darf.
Über strafrechtliche Konsequenzen hinaus gibt es auch zivilrechtliche Möglichkeiten, Personen, die Dateien in Tauschbörsen zur Verfügung stellen, auf Schadenersatz zu verklagen.

## Bedeutung

### Im BitTorrent-Netzwerk
Eine völlig andere Bedeutung kann der Begriff leechen allerdings innerhalb des BitTorrent-Netzwerkes haben. Dabei sind Seeder die Personen, die die Datei bereits vollständig geladen haben, und Leecher die Personen, die gerade die Datei herunterladen – und normalerweise auch gleichzeitig hochladen. Jedoch wird auch hier das Wort leechen in seiner eigentlichen Bedeutung verwendet, also für User, die nur herunterladen und (fast) nichts hochladen. Dies kann durch Bewertungsverfahren erkannt und abgestraft werden.

### In Computerspielen
In Computerspielen bezeichnet leecher Personen, die von den Fähigkeiten ihres Teams oder ihrer Gruppe profitieren (entweder um zu gewinnen oder um mehr Ressourcen zu bekommen) und selbst viel weniger als ihre Verbündeten dazu beitragen. Vor allem in Ego-Shootern oder Rollenspielen werden Spieler so bezichtigt.

### In Foren
In Foren, gerade in Warez-Foren, werden jene als Leecher bezeichnet, die nur herunterladen oder Informationen lesen, ohne am Community-Leben teilzunehmen (vgl. Lurker).